# Карибасы
«Кариба́сы» (Caribace) — советская и российская музыкальная группа, игравшая в стиле регги, ска и даба.

## История группы
Группа была создана Филиппом Никаноровым ещё школьником в 1987 году, когда Филипп Никаноров (Филя) (17 сентября 1975 г. — 2 мая 2007) познакомился с Дмитрием Васильевым (Дим Дим).Оказалось, что они оба любили музыку Боба Марли и разделяли веру тысяч жителей Ямайки. «Карибасы» начали выступать в 1991 году. Первоначально группа исполняла композиции в стиле регги и ска, затем музыкальные интересы сместились в сторону даба. Также имелись элементы рок-музыки. В 1999 году группа выпустила свой первый альбом. Он собрал десять впечатляющих композиций в стиле даб.
После чего сразу попала в сферу интересов таллиннской компании Cosmos Сontrol, специализирующейся на дистрибуции самой интересной музыки в странах Скандинавии. Группа принимала участие во многих Reggae и DUB фестивалях (Россия, Финляндия, Эстония, Италия) и выступала с такими артистами как Mad Professor (UK) и Zion Train (UK), Lee Scratch Perry. В концертах и записях принимали участие музыканты групп Jah Division, 2ва Самолёта, Ленинград, Netslov, Zion Train и многие другие.
Лучшие специалисты, по мнению многих, «Карибасы» соединили в своем творчестве петербургское настроение с ямайской ностальгией. Песни мягко обволакивают и погружают в энергетический гипноз. «Карибасы» мастерски накладывают на быстрый ритм спокойные мелодии и аккорды, которые звучат как бы в два раза медленней. Никакого занудства — даже девятиминутный «Чудо-остров» — записанный на концерте в клубе «Пропаганда» психоделический вариант мультипликационного хита «Чунга-Чанга» — слушается на одной затяжке. Один из наиболее популярных хитов «Карибасов» — «Осень» , где задействован сэмпл из песни Юрия Энтина «Лесной олень».
В 2007 году Филипп Никаноров тяжело заболел раком кишечника, поклонники группы собрали деньги ему на операцию. Операция была проведена за несколько дней до смерти Филиппа, и она не привела к улучшениям. Через несколько дней 2 мая 2007 года Филипп Никаноров скончался в реанимации на 32 году жизни. Группа прекратила своё существование.
Шесть лет спустя, 8 апреля 2013 года, трагически погиб Фёдор Машенджинов, барабанщик группы.

## Участники
- Филипп Никаноров (Филя) -  (гитара, вокал)
- Дмитрий Васильев - (музыка, семплы, бас)

Также в разное время в группе принимали участие:
- Дмитрий Федосеев - (клавишные)
- Даниил Калашник, NetSlov - (мандолина)
- Федор Машенджинов - (ударные)
- Антон Тарасов - (гобой)

## Дискография

### Альбомы
1. 1999 — Карибасы
2. 2004 — Dub History Part III
3. 2004 — Мамам и Папам
4. 2005 — Zveno
5. 2005 — Dub Tree
6. 2006 — Dub Cuts
7. 2007 — Всё Связано

### Сборники
1. Dub Community of Russia
2. Roots in Russia: Русский регги
3. Нашествие: Шаг 6 (2000)
4. Бумер 2 OST (2006)

### Миксы
2006 — Карибасы представляют Reggae Queens
2006 — Modern Dub Selection
- Песня "Осень" являлась саундтреком к фильму Бумер 2.